# Elecciones a las Juntas Generales del País Vasco de 1979
Las elecciones a las Juntas Generales del País Vasco de 1979 se celebraron el 3 de abril de 1979, eligiéndose a los miembros de las Juntas Generales de Álava, de Guipúzcoa y de Vizcaya. 
A lo largo de la misma jornada, se celebraron también elecciones a las elecciones municipales.

## Candidatos
En la siguiente tabla se muestran los candidatos a las Juntas Generales del País Vasco, por parte de las formaciones políticas que contaban con representación antes de las elecciones:
| Territorio Histórico | Candidatos                                                                               | Observaciones |
| -------------------- | ---------------------------------------------------------------------------------------- | ------------- |
| Álava                | - EAJ-PNV: Juan María Ollora - UCD: - Independientes: - PSE:                             |               |
| Guipúzcoa            | - EAJ-PNV: Xabier Aizarna - HB: No presentó candidatura - PSE: - EE: - UCD:              |               |
| Vizcaya              | - EAJ-PNV: José María Makua - HB: No presentó candidatura - PSE: - UCD: - PCE-EPK: - EE: |               |

## Resultados electorales
Para optar al reparto de escaños en una circunscripción, la candidatura debe obtener al menos el 3% de los votos válidos emitidos en dicha circunscripción.
| Elecciones a las Juntas Generales del País Vasco de 1979 →                                                        | |                           |                  |        |         |
| Territorio histórico                                                                                              | Diputado general y gobierno | Partido                   | Votos/Concejales | %      | Escaños |
| Álava 57 procuradores/as (Repartidos en 18 Hermandades)                                                           | - Diputado general: Emilio Guevara (EAJ-PNV) - Gobierno: EAJ-PNV - Censo: 174.145 - Abstención: 60.306 (34,63 %) - Nulos: 1.069 (0,94 %) - En blanco: 491 (0,43 %)      | EAJ-PNV                   | 168              | 40,1%  | 26      |
| Álava 57 procuradores/as (Repartidos en 18 Hermandades)                                                           | - Diputado general: Emilio Guevara (EAJ-PNV) - Gobierno: EAJ-PNV - Censo: 174.145 - Abstención: 60.306 (34,63 %) - Nulos: 1.069 (0,94 %) - En blanco: 491 (0,43 %)      | UCD                       | 109              | 26,01% | 14      |
| Álava 57 procuradores/as (Repartidos en 18 Hermandades)                                                           | - Diputado general: Emilio Guevara (EAJ-PNV) - Gobierno: EAJ-PNV - Censo: 174.145 - Abstención: 60.306 (34,63 %) - Nulos: 1.069 (0,94 %) - En blanco: 491 (0,43 %)      | Independientes            | 103              | 24,58% | 10      |
| Álava 57 procuradores/as (Repartidos en 18 Hermandades)                                                           | - Diputado general: Emilio Guevara (EAJ-PNV) - Gobierno: EAJ-PNV - Censo: 174.145 - Abstención: 60.306 (34,63 %) - Nulos: 1.069 (0,94 %) - En blanco: 491 (0,43 %)      | PSE                       | 33               | 7,88%  | 7       |
| Álava 57 procuradores/as (Repartidos en 18 Hermandades)                                                           | - Diputado general: Emilio Guevara (EAJ-PNV) - Gobierno: EAJ-PNV - Censo: 174.145 - Abstención: 60.306 (34,63 %) - Nulos: 1.069 (0,94 %) - En blanco: 491 (0,43 %)      | UFV                       | 3                | 0,71%  | 0       |
| Álava 57 procuradores/as (Repartidos en 18 Hermandades)                                                           | - Diputado general: Emilio Guevara (EAJ-PNV) - Gobierno: EAJ-PNV - Censo: 174.145 - Abstención: 60.306 (34,63 %) - Nulos: 1.069 (0,94 %) - En blanco: 491 (0,43 %)      | PCE-EPK                   | 1                | 0,24%  | 0       |
| Álava 57 procuradores/as (Repartidos en 18 Hermandades)                                                           | - Diputado general: Emilio Guevara (EAJ-PNV) - Gobierno: EAJ-PNV - Censo: 174.145 - Abstención: 60.306 (34,63 %) - Nulos: 1.069 (0,94 %) - En blanco: 491 (0,43 %)      | ORT                       | 1                | 0,24%  | 0       |
| Álava 57 procuradores/as (Repartidos en 18 Hermandades)                                                           | - Diputado general: Emilio Guevara (EAJ-PNV) - Gobierno: EAJ-PNV - Censo: 174.145 - Abstención: 60.306 (34,63 %) - Nulos: 1.069 (0,94 %) - En blanco: 491 (0,43 %)      | AILL                      | 1                | 0,24%  | 0       |
| Guipúzcoa 81 junteros/as - Azpeitia: 11 - San Sebastián: 38 - Tolosa: 13 - Vergara: 19                            | - Diputado general: Xabier Aizarna (EAJ-PNV) - Gobierno: EAJ-PNV - Censo: 507.142 - Abstención: 194.450 (38,34 %) - Nulos: 3.602 (1,15 %) - En blanco: 1.340 (0,43 %)   | EAJ-PNV                   | 108.271          | 35,18% | 33      |
| Guipúzcoa 81 junteros/as - Azpeitia: 11 - San Sebastián: 38 - Tolosa: 13 - Vergara: 19                            | - Diputado general: Xabier Aizarna (EAJ-PNV) - Gobierno: EAJ-PNV - Censo: 507.142 - Abstención: 194.450 (38,34 %) - Nulos: 3.602 (1,15 %) - En blanco: 1.340 (0,43 %)   | HB                        | 66.146           | 21,49% | 19      |
| Guipúzcoa 81 junteros/as - Azpeitia: 11 - San Sebastián: 38 - Tolosa: 13 - Vergara: 19                            | - Diputado general: Xabier Aizarna (EAJ-PNV) - Gobierno: EAJ-PNV - Censo: 507.142 - Abstención: 194.450 (38,34 %) - Nulos: 3.602 (1,15 %) - En blanco: 1.340 (0,43 %)   | PSE                       | 46.820           | 15,21% | 12      |
| Guipúzcoa 81 junteros/as - Azpeitia: 11 - San Sebastián: 38 - Tolosa: 13 - Vergara: 19                            | - Diputado general: Xabier Aizarna (EAJ-PNV) - Gobierno: EAJ-PNV - Censo: 507.142 - Abstención: 194.450 (38,34 %) - Nulos: 3.602 (1,15 %) - En blanco: 1.340 (0,43 %)   | EE                        | 35.214           | 11,44% | 10      |
| Guipúzcoa 81 junteros/as - Azpeitia: 11 - San Sebastián: 38 - Tolosa: 13 - Vergara: 19                            | - Diputado general: Xabier Aizarna (EAJ-PNV) - Gobierno: EAJ-PNV - Censo: 507.142 - Abstención: 194.450 (38,34 %) - Nulos: 3.602 (1,15 %) - En blanco: 1.340 (0,43 %)   | Candidatura Independiente | 16.947           | 5,51%  | 4       |
| Guipúzcoa 81 junteros/as - Azpeitia: 11 - San Sebastián: 38 - Tolosa: 13 - Vergara: 19                            | - Diputado general: Xabier Aizarna (EAJ-PNV) - Gobierno: EAJ-PNV - Censo: 507.142 - Abstención: 194.450 (38,34 %) - Nulos: 3.602 (1,15 %) - En blanco: 1.340 (0,43 %)   | PCE-EPK                   | 9.868            | 3,21%  | 0       |
| Guipúzcoa 81 junteros/as - Azpeitia: 11 - San Sebastián: 38 - Tolosa: 13 - Vergara: 19                            | - Diputado general: Xabier Aizarna (EAJ-PNV) - Gobierno: EAJ-PNV - Censo: 507.142 - Abstención: 194.450 (38,34 %) - Nulos: 3.602 (1,15 %) - En blanco: 1.340 (0,43 %)   | UCD                       | 9.070            | 2,95%  | 3       |
| Guipúzcoa 81 junteros/as - Azpeitia: 11 - San Sebastián: 38 - Tolosa: 13 - Vergara: 19                            | - Diputado general: Xabier Aizarna (EAJ-PNV) - Gobierno: EAJ-PNV - Censo: 507.142 - Abstención: 194.450 (38,34 %) - Nulos: 3.602 (1,15 %) - En blanco: 1.340 (0,43 %)   | EMK                       | 6.519            | 2,12%  | 0       |
| Vizcaya 90 apoderados/as - Primera-Bilbao: 31 - Segunda-Guernica: 17 - Tercera-Durango: 17 - Cuarta-Valmaseda: 25 | - Diputado general: José María Makua (EAJ-PNV) - Gobierno: EAJ-PNV - Censo: 866.185 - Abstención: 336.213 (38,82 %) - Nulos: 7.908 (1,49 %) - En blanco: 2.543 (0,48 %) | EAJ-PNV                   | 206.212          | 39,62% | 40      |
| Vizcaya 90 apoderados/as - Primera-Bilbao: 31 - Segunda-Guernica: 17 - Tercera-Durango: 17 - Cuarta-Valmaseda: 25 | - Diputado general: José María Makua (EAJ-PNV) - Gobierno: EAJ-PNV - Censo: 866.185 - Abstención: 336.213 (38,82 %) - Nulos: 7.908 (1,49 %) - En blanco: 2.543 (0,48 %) | HB                        | 103.507          | 19,89% | 19      |
| Vizcaya 90 apoderados/as - Primera-Bilbao: 31 - Segunda-Guernica: 17 - Tercera-Durango: 17 - Cuarta-Valmaseda: 25 | - Diputado general: José María Makua (EAJ-PNV) - Gobierno: EAJ-PNV - Censo: 866.185 - Abstención: 336.213 (38,82 %) - Nulos: 7.908 (1,49 %) - En blanco: 2.543 (0,48 %) | PSE                       | 80.200           | 15,41% | 13      |
| Vizcaya 90 apoderados/as - Primera-Bilbao: 31 - Segunda-Guernica: 17 - Tercera-Durango: 17 - Cuarta-Valmaseda: 25 | - Diputado general: José María Makua (EAJ-PNV) - Gobierno: EAJ-PNV - Censo: 866.185 - Abstención: 336.213 (38,82 %) - Nulos: 7.908 (1,49 %) - En blanco: 2.543 (0,48 %) | UCD                       | 58.217           | 11,18% | 11      |
| Vizcaya 90 apoderados/as - Primera-Bilbao: 31 - Segunda-Guernica: 17 - Tercera-Durango: 17 - Cuarta-Valmaseda: 25 | - Diputado general: José María Makua (EAJ-PNV) - Gobierno: EAJ-PNV - Censo: 866.185 - Abstención: 336.213 (38,82 %) - Nulos: 7.908 (1,49 %) - En blanco: 2.543 (0,48 %) | PCE-EPK                   | 28.812           | 5,54%  | 3       |
| Vizcaya 90 apoderados/as - Primera-Bilbao: 31 - Segunda-Guernica: 17 - Tercera-Durango: 17 - Cuarta-Valmaseda: 25 | - Diputado general: José María Makua (EAJ-PNV) - Gobierno: EAJ-PNV - Censo: 866.185 - Abstención: 336.213 (38,82 %) - Nulos: 7.908 (1,49 %) - En blanco: 2.543 (0,48 %) | EE                        | 28.665           | 5,51%  | 4       |
| Vizcaya 90 apoderados/as - Primera-Bilbao: 31 - Segunda-Guernica: 17 - Tercera-Durango: 17 - Cuarta-Valmaseda: 25 | - Diputado general: José María Makua (EAJ-PNV) - Gobierno: EAJ-PNV - Censo: 866.185 - Abstención: 336.213 (38,82 %) - Nulos: 7.908 (1,49 %) - En blanco: 2.543 (0,48 %) | EMK                       | 8.006            | 1,54%  | 0       |

## Resultados electorales por circunscripciones

### Álava
| Elecciones a las Juntas Generales de Álava de 1979 → |                                                              |                                                     |                         | |                       |
| Hermandad                                            | Concejales                                                   | Procuradores                                        | Hermandad               | Concejales | Procuradores          |
| Amurrio 4 procuradores                               | - EAJ-PNV: 5 - Independientes: 4 - PSE: 2 - UCD: 2           | - EAJ-PNV: 2 - Independientes: 2                    | Aramayona 1 procurador  | - EAJ-PNV: 13 - Independientes: 3 - PSE: 2                                                                       | - EAJ-PNV: 1          |
| Arrazua- Ubarrundia 1 procurador                     | - EAJ-PNV: 8 - PSE: 4 - UCD: 2                               | - EAJ-PNV: 1                                        | Asparrena 1 procurador  | - EAJ-PNV: 10 - Independientes 1: 9 - Independientes 2: 2                                                        | - EAJ-PNV: 1          |
| Ayala 2 procuradores                                 | - UCD: 11 - EAJ-PNV: 10 - Independientes: 5 - UFV: 1         | - UCD: 1 - EAJ-PNV: 1                               | Barrundia 1 procurador  | - EAJ-PNV: 19 - UCD: 3 - Independientes: 3 - ORT: 1                                                              | - EAJ-PNV: 1          |
| Bernedo 1 procurador                                 | - EAJ-PNV: 11 - UCD: 10                                      | - EAJ-PNV: 1                                        | Campezo 1 procurador    | - EAJ-PNV: 10 - UCD: 8 - Independientes: 7                                                                       | - EAJ-PNV: 1          |
| Iruña de Oca 1 procurador                            | - Independientes: 5 - UCD: 3 - PSE: 1                        | - Independientes: 1                                 | Labastida 1 procurador  | - EAJ-PNV: 17 - PSE: 11 - UCD: 11 - Independientes: 7 - PCE-EPK: 1                                               | - EAJ-PNV: 1          |
| Laguardia 1 procurador                               | - EAJ-PNV: 6 - UCD: 5 - PSE: 2 - Independientes: 2 - UFV: 1  | - EAJ-PNV: 1                                        | Lanciego 2 procuradores | - UCD: 17 - EAJ-PNV: 9 - Independientes Elvillar: 7 - Independientes Moreda: 5 - Independientes Oyón: 4 - PSE: 2 | - UCD: 1 - EAJ-PNV: 1 |
| Llodio 9 procuradores                                | - Independientes: 6 - UCD: 6 - EAJ-PNV: 5 - PSE: 3 - AILL: 1 | - Independientes: 3 - UCD: 3 - EAJ-PNV: 2 - PSE: 1  | La Ribera 1 procurador  | - UCD: 21 - Independientes: 10 - EAJ-PNV: 8 - UFV: 1                                                             | - UCD: 1              |
| Salvatierra 1 procurador                             | - Independientes: 6 - EAJ-PNV: 3 - UCD: 2                    | - Independientes: 1                                 | Valdegovía 1 procurador | - EAJ-PNV: 12 - Independientes: 11                                                                               | - EAJ-PNV: 1          |
| Vitoria 27 procuradores                              | - EAJ-PNV: 10 - UCD: 8 - PSE: 6 - Independientes: 3          | - EAJ-PNV: 10 - UCD: 8 - PSE: 6 - Independientes: 3 | Zuya 1 procurador       | - EAJ-PNV: 12 - Independientes: 7                                                                                | - EAJ-PNV: 1          |

### Guipúzcoa
| Elecciones a las Juntas Generales de Guipúzcoa de 1979 → | |                           |        |        |          |
| Partido Judicial                                         | Censo | Partido                   | Votos  | %      | Junteros |
| Azpeitia 11 junteros                                     | - Censo: 49.768 - Votantes: 32.732 (65,77 %) - Abstención: 17.036 (34,23 %) - Nulos: 275 (0,84 %) - Válidos: 32.457 - Blancos: 56 (0,17 %) - A candidaturas: 32.401        | EAJ-PNV                   | 16.041 | 49,51% | 7        |
| Azpeitia 11 junteros                                     | - Censo: 49.768 - Votantes: 32.732 (65,77 %) - Abstención: 17.036 (34,23 %) - Nulos: 275 (0,84 %) - Válidos: 32.457 - Blancos: 56 (0,17 %) - A candidaturas: 32.401        | HB                        | 5.199  | 16,05% | 2        |
| Azpeitia 11 junteros                                     | - Censo: 49.768 - Votantes: 32.732 (65,77 %) - Abstención: 17.036 (34,23 %) - Nulos: 275 (0,84 %) - Válidos: 32.457 - Blancos: 56 (0,17 %) - A candidaturas: 32.401        | EE                        | 4.213  | 13%    | 1        |
| Azpeitia 11 junteros                                     | - Censo: 49.768 - Votantes: 32.732 (65,77 %) - Abstención: 17.036 (34,23 %) - Nulos: 275 (0,84 %) - Válidos: 32.457 - Blancos: 56 (0,17 %) - A candidaturas: 32.401        | UCD                       | 2.203  | 6,8%   | 1        |
| Azpeitia 11 junteros                                     | - Censo: 49.768 - Votantes: 32.732 (65,77 %) - Abstención: 17.036 (34,23 %) - Nulos: 275 (0,84 %) - Válidos: 32.457 - Blancos: 56 (0,17 %) - A candidaturas: 32.401        | PSE                       | 2.190  | 6,76%  | 0        |
| Azpeitia 11 junteros                                     | - Censo: 49.768 - Votantes: 32.732 (65,77 %) - Abstención: 17.036 (34,23 %) - Nulos: 275 (0,84 %) - Válidos: 32.457 - Blancos: 56 (0,17 %) - A candidaturas: 32.401        | EMK                       | 769    | 2,37%  | 0        |
| Azpeitia 11 junteros                                     | - Censo: 49.768 - Votantes: 32.732 (65,77 %) - Abstención: 17.036 (34,23 %) - Nulos: 275 (0,84 %) - Válidos: 32.457 - Blancos: 56 (0,17 %) - A candidaturas: 32.401        | EKA                       | 704    | 2,17%  | 0        |
| Azpeitia 11 junteros                                     | - Censo: 49.768 - Votantes: 32.732 (65,77 %) - Abstención: 17.036 (34,23 %) - Nulos: 275 (0,84 %) - Válidos: 32.457 - Blancos: 56 (0,17 %) - A candidaturas: 32.401        | PCE-EPK                   | 601    | 1,85%  | 0        |
| San Sebastián 38 junteros                                | - Censo: 270.357 - Votantes: 155.120 (57,38 %) - Abstención: 115.237 (42,62 %) - Nulos: 1.975 (1,27 %) - Válidos: 153.145 - Blancos: 621 (0,4 %) - A candidaturas: 152.524 | EAJ-PNV                   | 44.221 | 28,99% | 12       |
| San Sebastián 38 junteros                                | - Censo: 270.357 - Votantes: 155.120 (57,38 %) - Abstención: 115.237 (42,62 %) - Nulos: 1.975 (1,27 %) - Válidos: 153.145 - Blancos: 621 (0,4 %) - A candidaturas: 152.524 | HB                        | 33.894 | 22,22% | 9        |
| San Sebastián 38 junteros                                | - Censo: 270.357 - Votantes: 155.120 (57,38 %) - Abstención: 115.237 (42,62 %) - Nulos: 1.975 (1,27 %) - Válidos: 153.145 - Blancos: 621 (0,4 %) - A candidaturas: 152.524 | PSE                       | 29.614 | 19,42% | 8        |
| San Sebastián 38 junteros                                | - Censo: 270.357 - Votantes: 155.120 (57,38 %) - Abstención: 115.237 (42,62 %) - Nulos: 1.975 (1,27 %) - Válidos: 153.145 - Blancos: 621 (0,4 %) - A candidaturas: 152.524 | EE                        | 17.705 | 11,61% | 5        |
| San Sebastián 38 junteros                                | - Censo: 270.357 - Votantes: 155.120 (57,38 %) - Abstención: 115.237 (42,62 %) - Nulos: 1.975 (1,27 %) - Válidos: 153.145 - Blancos: 621 (0,4 %) - A candidaturas: 152.524 | Candidatura Independiente | 16.947 | 11,11% | 4        |
| San Sebastián 38 junteros                                | - Censo: 270.357 - Votantes: 155.120 (57,38 %) - Abstención: 115.237 (42,62 %) - Nulos: 1.975 (1,27 %) - Válidos: 153.145 - Blancos: 621 (0,4 %) - A candidaturas: 152.524 | PCE-EPK                   | 4.412  | 2,89%  | 0        |
| San Sebastián 38 junteros                                | - Censo: 270.357 - Votantes: 155.120 (57,38 %) - Abstención: 115.237 (42,62 %) - Nulos: 1.975 (1,27 %) - Válidos: 153.145 - Blancos: 621 (0,4 %) - A candidaturas: 152.524 | EMK                       | 2.768  | 1,81%  | 0        |
| Tolosa 13 junteros                                       | - Censo: 69.623 - Votantes: 44.958 (64,57 %) - Abstención: 24.665 (35,43 %) - Nulos: 720 (1,6 %) - Válidos: 44.238 - Blancos: 243 (0,54 %) - A candidaturas: 43.995        | EAJ-PNV                   | 17.357 | 39,45% | 6        |
| Tolosa 13 junteros                                       | - Censo: 69.623 - Votantes: 44.958 (64,57 %) - Abstención: 24.665 (35,43 %) - Nulos: 720 (1,6 %) - Válidos: 44.238 - Blancos: 243 (0,54 %) - A candidaturas: 43.995        | HB                        | 10.928 | 24,84% | 4        |
| Tolosa 13 junteros                                       | - Censo: 69.623 - Votantes: 44.958 (64,57 %) - Abstención: 24.665 (35,43 %) - Nulos: 720 (1,6 %) - Válidos: 44.238 - Blancos: 243 (0,54 %) - A candidaturas: 43.995        | EE                        | 6.288  | 14,29% | 2        |
| Tolosa 13 junteros                                       | - Censo: 69.623 - Votantes: 44.958 (64,57 %) - Abstención: 24.665 (35,43 %) - Nulos: 720 (1,6 %) - Válidos: 44.238 - Blancos: 243 (0,54 %) - A candidaturas: 43.995        | PSE                       | 4.002  | 9,1%   | 1        |
| Tolosa 13 junteros                                       | - Censo: 69.623 - Votantes: 44.958 (64,57 %) - Abstención: 24.665 (35,43 %) - Nulos: 720 (1,6 %) - Válidos: 44.238 - Blancos: 243 (0,54 %) - A candidaturas: 43.995        | ORT                       | 1.730  | 3,93%  | 0        |
| Tolosa 13 junteros                                       | - Censo: 69.623 - Votantes: 44.958 (64,57 %) - Abstención: 24.665 (35,43 %) - Nulos: 720 (1,6 %) - Válidos: 44.238 - Blancos: 243 (0,54 %) - A candidaturas: 43.995        | PCE-EKP                   | 1.392  | 3,16%  | 0        |
| Tolosa 13 junteros                                       | - Censo: 69.623 - Votantes: 44.958 (64,57 %) - Abstención: 24.665 (35,43 %) - Nulos: 720 (1,6 %) - Válidos: 44.238 - Blancos: 243 (0,54 %) - A candidaturas: 43.995        | EKA                       | 1.115  | 2,53%  | 0        |
| Tolosa 13 junteros                                       | - Censo: 69.623 - Votantes: 44.958 (64,57 %) - Abstención: 24.665 (35,43 %) - Nulos: 720 (1,6 %) - Válidos: 44.238 - Blancos: 243 (0,54 %) - A candidaturas: 43.995        | EMK                       | 926    | 2,1%   | 0        |
| Vergara 19 junteros                                      | - Censo: 117.394 - Votantes: 79.882 (68,05 %) - Abstención: 37.512 (31,95 %) - Nulos: 632 (0,79 %) - Válidos: 79.250 - Blancos: 420 (0,53 %) - A candidaturas: 78.830      | EAJ-PNV                   | 30.652 | 38,88% | 8        |
| Vergara 19 junteros                                      | - Censo: 117.394 - Votantes: 79.882 (68,05 %) - Abstención: 37.512 (31,95 %) - Nulos: 632 (0,79 %) - Válidos: 79.250 - Blancos: 420 (0,53 %) - A candidaturas: 78.830      | HB                        | 16.125 | 20,46% | 4        |
| Vergara 19 junteros                                      | - Censo: 117.394 - Votantes: 79.882 (68,05 %) - Abstención: 37.512 (31,95 %) - Nulos: 632 (0,79 %) - Válidos: 79.250 - Blancos: 420 (0,53 %) - A candidaturas: 78.830      | PSE                       | 11.014 | 13,97% | 3        |
| Vergara 19 junteros                                      | - Censo: 117.394 - Votantes: 79.882 (68,05 %) - Abstención: 37.512 (31,95 %) - Nulos: 632 (0,79 %) - Válidos: 79.250 - Blancos: 420 (0,53 %) - A candidaturas: 78.830      | EE                        | 7.008  | 8,89%  | 2        |
| Vergara 19 junteros                                      | - Censo: 117.394 - Votantes: 79.882 (68,05 %) - Abstención: 37.512 (31,95 %) - Nulos: 632 (0,79 %) - Válidos: 79.250 - Blancos: 420 (0,53 %) - A candidaturas: 78.830      | UCD                       | 6.867  | 8,71%  | 2        |
| Vergara 19 junteros                                      | - Censo: 117.394 - Votantes: 79.882 (68,05 %) - Abstención: 37.512 (31,95 %) - Nulos: 632 (0,79 %) - Válidos: 79.250 - Blancos: 420 (0,53 %) - A candidaturas: 78.830      | PCE-EPK                   | 3.463  | 4,39%  | 0        |
| Vergara 19 junteros                                      | - Censo: 117.394 - Votantes: 79.882 (68,05 %) - Abstención: 37.512 (31,95 %) - Nulos: 632 (0,79 %) - Válidos: 79.250 - Blancos: 420 (0,53 %) - A candidaturas: 78.830      | EMK                       | 2.056  | 2,61%  | 0        |

### Vizcaya
| Elecciones a las Juntas Generales de Vizcaya de 1979 → | |         |        |        |            |
| Partido Judicial                                       | Censo | Partido | Votos  | %      | Apoderados |
| Primera-Bilbao 31 apoderados                           | - Censo: 327.572 - Votantes: 194.707 (59,44 %) - Abstención: 132.865 (40,56 %) - Nulos: 2.910 (1,49 %) - Válidos: 191.797 - Blancos: 496 (0,25 %) - A candidaturas: 192.357 | EAJ-PNV | 74.721 | 38,84% | 13         |
| Primera-Bilbao 31 apoderados                           | - Censo: 327.572 - Votantes: 194.707 (59,44 %) - Abstención: 132.865 (40,56 %) - Nulos: 2.910 (1,49 %) - Válidos: 191.797 - Blancos: 496 (0,25 %) - A candidaturas: 192.357 | UCD     | 34.040 | 17,7%  | 6          |
| Primera-Bilbao 31 apoderados                           | - Censo: 327.572 - Votantes: 194.707 (59,44 %) - Abstención: 132.865 (40,56 %) - Nulos: 2.910 (1,49 %) - Válidos: 191.797 - Blancos: 496 (0,25 %) - A candidaturas: 192.357 | HB      | 33.657 | 17,5%  | 6          |
| Primera-Bilbao 31 apoderados                           | - Censo: 327.572 - Votantes: 194.707 (59,44 %) - Abstención: 132.865 (40,56 %) - Nulos: 2.910 (1,49 %) - Válidos: 191.797 - Blancos: 496 (0,25 %) - A candidaturas: 192.357 | PSE     | 27.305 | 14,19% | 5          |
| Primera-Bilbao 31 apoderados                           | - Censo: 327.572 - Votantes: 194.707 (59,44 %) - Abstención: 132.865 (40,56 %) - Nulos: 2.910 (1,49 %) - Válidos: 191.797 - Blancos: 496 (0,25 %) - A candidaturas: 192.357 | EE      | 10.865 | 5,65%  | 1          |
| Primera-Bilbao 31 apoderados                           | - Censo: 327.572 - Votantes: 194.707 (59,44 %) - Abstención: 132.865 (40,56 %) - Nulos: 2.910 (1,49 %) - Válidos: 191.797 - Blancos: 496 (0,25 %) - A candidaturas: 192.357 | PCE-EKP | 7.510  | 3,9%   | 0          |
| Primera-Bilbao 31 apoderados                           | - Censo: 327.572 - Votantes: 194.707 (59,44 %) - Abstención: 132.865 (40,56 %) - Nulos: 2.910 (1,49 %) - Válidos: 191.797 - Blancos: 496 (0,25 %) - A candidaturas: 192.357 | EMK     | 2.316  | 1,2%   | 0          |
| Segunda-Guernica 17 apoderados                         | - Censo: 138.358 - Votantes: 92.129 (66,59 %) - Abstención: 46.229 (33,41 %) - Nulos: 1.267 (1,38 %) - Válidos: 90.862 - Blancos: 226 (0,25 %) - A candidaturas: 90.636     | EAJ-PNV | 48.183 | 53,16% | 10         |
| Segunda-Guernica 17 apoderados                         | - Censo: 138.358 - Votantes: 92.129 (66,59 %) - Abstención: 46.229 (33,41 %) - Nulos: 1.267 (1,38 %) - Válidos: 90.862 - Blancos: 226 (0,25 %) - A candidaturas: 90.636     | HB      | 20.571 | 22,7%  | 4          |
| Segunda-Guernica 17 apoderados                         | - Censo: 138.358 - Votantes: 92.129 (66,59 %) - Abstención: 46.229 (33,41 %) - Nulos: 1.267 (1,38 %) - Válidos: 90.862 - Blancos: 226 (0,25 %) - A candidaturas: 90.636     | UCD     | 8.921  | 9,84%  | 2          |
| Segunda-Guernica 17 apoderados                         | - Censo: 138.358 - Votantes: 92.129 (66,59 %) - Abstención: 46.229 (33,41 %) - Nulos: 1.267 (1,38 %) - Válidos: 90.862 - Blancos: 226 (0,25 %) - A candidaturas: 90.636     | EE      | 4.612  | 5,09%  | 1          |
| Segunda-Guernica 17 apoderados                         | - Censo: 138.358 - Votantes: 92.129 (66,59 %) - Abstención: 46.229 (33,41 %) - Nulos: 1.267 (1,38 %) - Válidos: 90.862 - Blancos: 226 (0,25 %) - A candidaturas: 90.636     | PSE     | 4.399  | 4,85%  | 0          |
| Segunda-Guernica 17 apoderados                         | - Censo: 138.358 - Votantes: 92.129 (66,59 %) - Abstención: 46.229 (33,41 %) - Nulos: 1.267 (1,38 %) - Válidos: 90.862 - Blancos: 226 (0,25 %) - A candidaturas: 90.636     | PCE-EPK | 1.713  | 1,89%  | 0          |
| Segunda-Guernica 17 apoderados                         | - Censo: 138.358 - Votantes: 92.129 (66,59 %) - Abstención: 46.229 (33,41 %) - Nulos: 1.267 (1,38 %) - Válidos: 90.862 - Blancos: 226 (0,25 %) - A candidaturas: 90.636     | LKI     | 1.145  | 1,26%  | 0          |
| Segunda-Guernica 17 apoderados                         | - Censo: 138.358 - Votantes: 92.129 (66,59 %) - Abstención: 46.229 (33,41 %) - Nulos: 1.267 (1,38 %) - Válidos: 90.862 - Blancos: 226 (0,25 %) - A candidaturas: 90.636     | EMK     | 1.013  | 1,12%  | 0          |
| Tercera-Durango 17 apoderados                          | - Censo: 147.249 - Votantes: 91.985 (62,47 %) - Abstención: 55.264 (37,53 %) - Nulos: 2.226 (2,42 %) - Válidos: 89.759 - Blancos: 935 (1,02 %) - A candidaturas: 88.764     | EAJ-PNV | 40.205 | 45,29% | 9          |
| Tercera-Durango 17 apoderados                          | - Censo: 147.249 - Votantes: 91.985 (62,47 %) - Abstención: 55.264 (37,53 %) - Nulos: 2.226 (2,42 %) - Válidos: 89.759 - Blancos: 935 (1,02 %) - A candidaturas: 88.764     | HB      | 20.365 | 22,94% | 4          |
| Tercera-Durango 17 apoderados                          | - Censo: 147.249 - Votantes: 91.985 (62,47 %) - Abstención: 55.264 (37,53 %) - Nulos: 2.226 (2,42 %) - Válidos: 89.759 - Blancos: 935 (1,02 %) - A candidaturas: 88.764     | PSE     | 13.182 | 14,85% | 2          |
| Tercera-Durango 17 apoderados                          | - Censo: 147.249 - Votantes: 91.985 (62,47 %) - Abstención: 55.264 (37,53 %) - Nulos: 2.226 (2,42 %) - Válidos: 89.759 - Blancos: 935 (1,02 %) - A candidaturas: 88.764     | PCE-EPK | 6.286  | 7,08%  | 1          |
| Tercera-Durango 17 apoderados                          | - Censo: 147.249 - Votantes: 91.985 (62,47 %) - Abstención: 55.264 (37,53 %) - Nulos: 2.226 (2,42 %) - Válidos: 89.759 - Blancos: 935 (1,02 %) - A candidaturas: 88.764     | EE      | 4.503  | 5,07%  | 1          |
| Tercera-Durango 17 apoderados                          | - Censo: 147.249 - Votantes: 91.985 (62,47 %) - Abstención: 55.264 (37,53 %) - Nulos: 2.226 (2,42 %) - Válidos: 89.759 - Blancos: 935 (1,02 %) - A candidaturas: 88.764     | EMK     | 2.088  | 2,35%  | 0          |
| Cuarta-Valmaseda 25 apoderados                         | - Censo: 253.006 - Votantes: 151.151 (59,74 %) - Abstención: 101.855 (40,26 %) - Nulos: 1.505 (1 %) - Válidos: 149.646 - Blancos: 886 (0,59 %) - A candidaturas: 148.751    | EAJ-PNV | 43.103 | 28,98% | 8          |
| Cuarta-Valmaseda 25 apoderados                         | - Censo: 253.006 - Votantes: 151.151 (59,74 %) - Abstención: 101.855 (40,26 %) - Nulos: 1.505 (1 %) - Válidos: 149.646 - Blancos: 886 (0,59 %) - A candidaturas: 148.751    | PSE     | 35.314 | 23,74% | 6          |
| Cuarta-Valmaseda 25 apoderados                         | - Censo: 253.006 - Votantes: 151.151 (59,74 %) - Abstención: 101.855 (40,26 %) - Nulos: 1.505 (1 %) - Válidos: 149.646 - Blancos: 886 (0,59 %) - A candidaturas: 148.751    | HB      | 28.914 | 19,44% | 5          |
| Cuarta-Valmaseda 25 apoderados                         | - Censo: 253.006 - Votantes: 151.151 (59,74 %) - Abstención: 101.855 (40,26 %) - Nulos: 1.505 (1 %) - Válidos: 149.646 - Blancos: 886 (0,59 %) - A candidaturas: 148.751    | UCD     | 15.256 | 10,26% | 3          |
| Cuarta-Valmaseda 25 apoderados                         | - Censo: 253.006 - Votantes: 151.151 (59,74 %) - Abstención: 101.855 (40,26 %) - Nulos: 1.505 (1 %) - Válidos: 149.646 - Blancos: 886 (0,59 %) - A candidaturas: 148.751    | PCE-EKP | 13.303 | 8,94%  | 2          |
| Cuarta-Valmaseda 25 apoderados                         | - Censo: 253.006 - Votantes: 151.151 (59,74 %) - Abstención: 101.855 (40,26 %) - Nulos: 1.505 (1 %) - Válidos: 149.646 - Blancos: 886 (0,59 %) - A candidaturas: 148.751    | EE      | 8.685  | 5,84%  | 1          |
| Cuarta-Valmaseda 25 apoderados                         | - Censo: 253.006 - Votantes: 151.151 (59,74 %) - Abstención: 101.855 (40,26 %) - Nulos: 1.505 (1 %) - Válidos: 149.646 - Blancos: 886 (0,59 %) - A candidaturas: 148.751    | EMK     | 2.589  | 1,74%  | 0          |